# Freiheitsplatz (Hanau)
Der Freiheitsplatz (früher: Paradeplatz, „die Parad’“) war bis 2011 der größte Platz in der Stadt Hanau. Er dient heute unter anderem als Zentraler Omnibusbahnhof und ist damit – neben dem Hanauer Hauptbahnhof – einer der beiden Zentren des ÖPNV in Hanau. Ab Frühjahr 2012 bauten Investoren hier das Forum Hanau, das aus einem Einkaufszentrum und öffentlichen Einrichtungen besteht. Das Forum wurde am 10. September 2015 eröffnet. Es ist eine Kombination aus Einkaufs- und Kulturzentrum, beherbergt mehr als 90 Geschäfte sowie eine der modernsten Stadtbibliotheken des Landes.

## Vorgeschichte

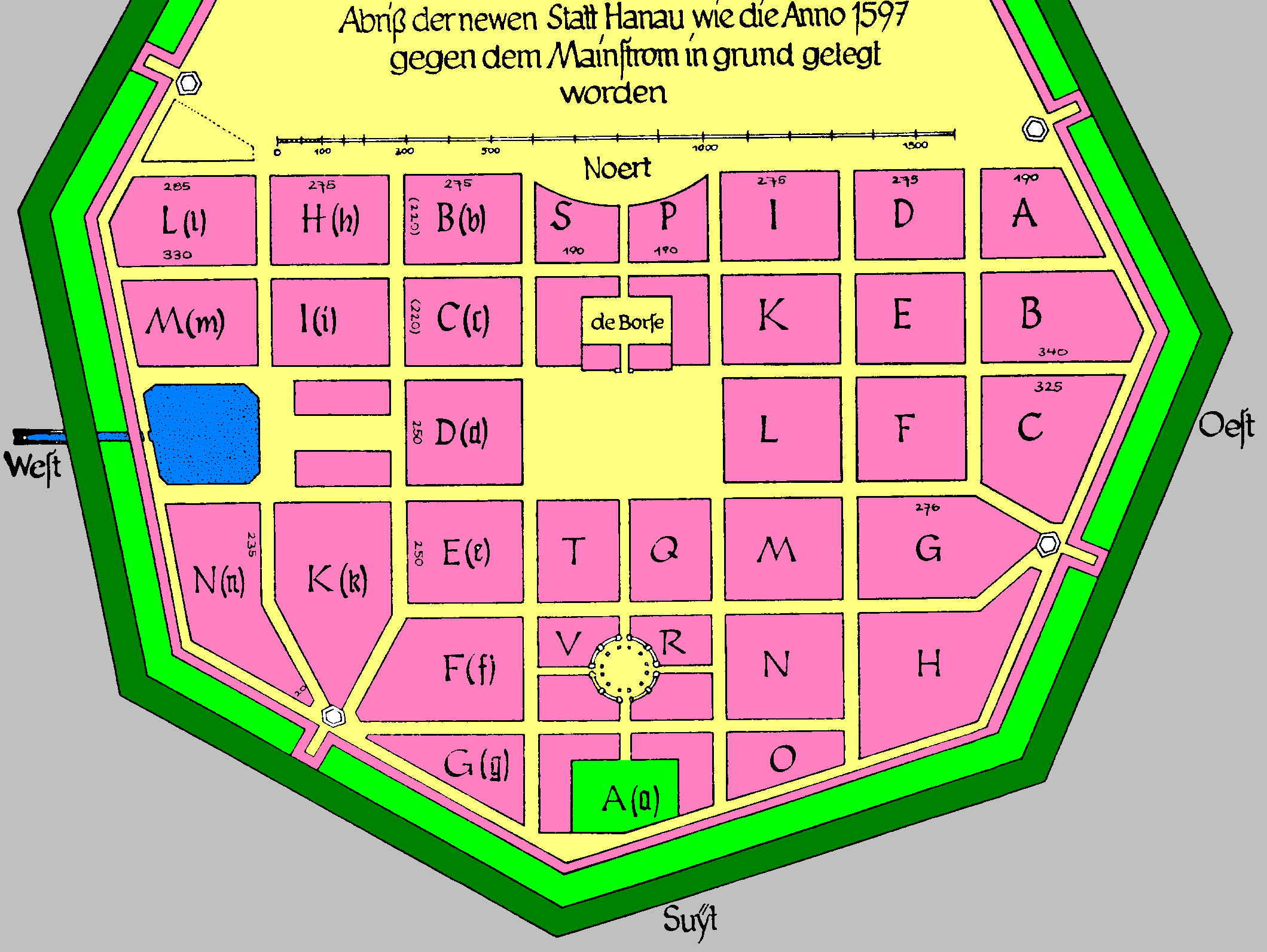
Entwurf für die Anlage der Hanauer Neustadt 1597. Lage des späteren Freiheitsplatzes: Mitte, oben

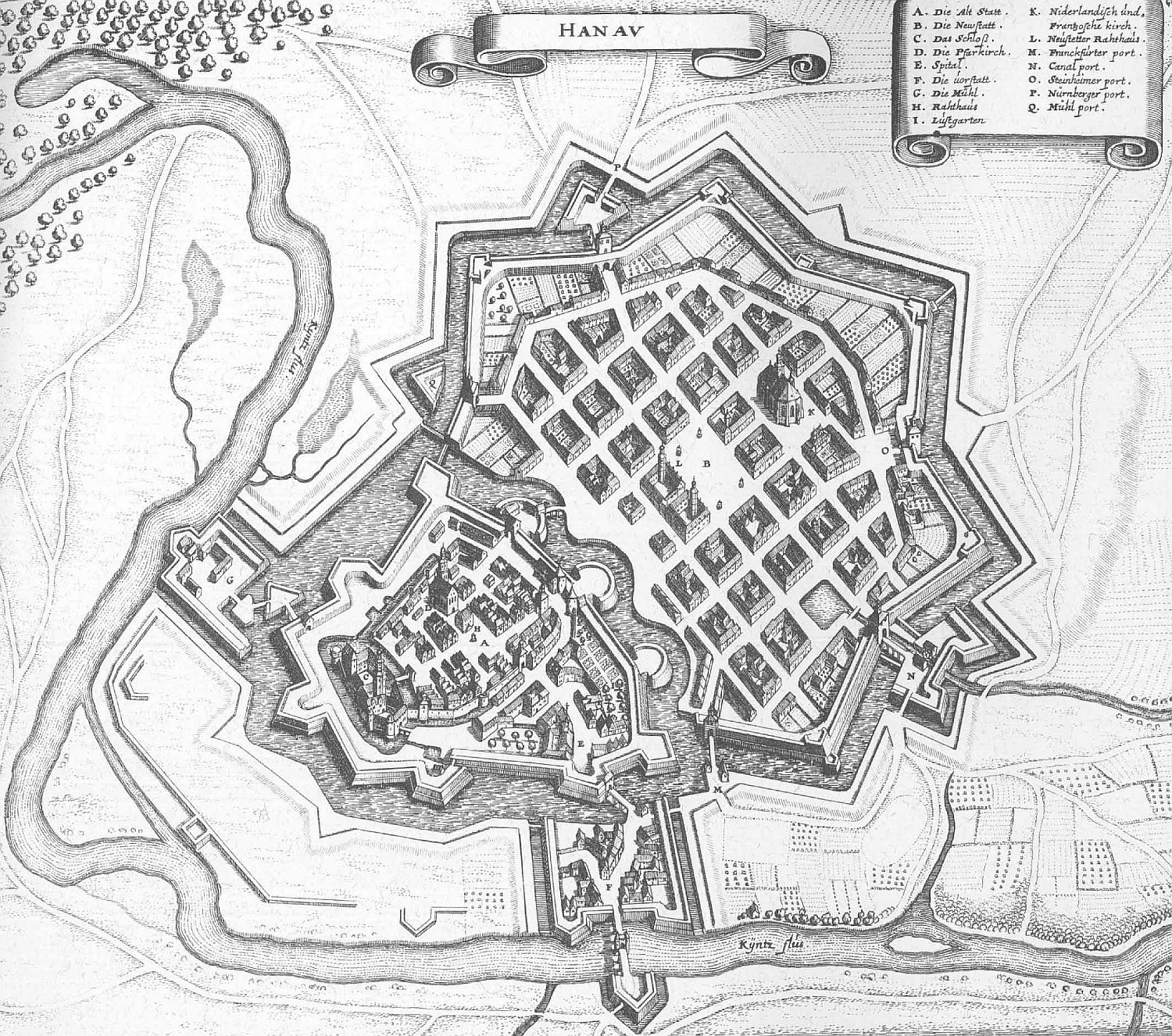
Auszug aus der Topographia Hassiae von Matthäus Merian 1655, einem
Idealplan der Alt- (links) und Neustadt (rechts) Hanau. Die beiden oben liegenden Bastionen der Stadtbefestigung zwischen beiden Städten nehmen die Fläche des heutigen Freiheitsplatzes ein. Norden ist links

Das Gelände des Platzes wurde bis ins 18. Jahrhundert von der frühneuzeitlichen Befestigungsanlage am südlichen Rand der Hanauer Altstadt eingenommen, die seit 1528 unter den Grafen Philipp II. und Philipp III. von Hanau-Münzenberg errichtet worden war und den mittelalterlichen Mauerring erweiterte und modernisierte. Dabei wurde ein neues, von Albrecht Dürer theoretisch konzipiertes Befestigungssystem erstmals auch tatsächlich gebaut. Die Arbeiten dauerten nahezu 20 Jahre.
Am 1. Juni 1597 schloss Graf Philipp Ludwig II. von Hanau-Münzenberg einen Vertrag mit calvinistischen Flüchtlingen, die ursprünglich aus Frankreich und den Spanischen Niederlanden stammten, die Kapitulation der Neustadt Hanau, die ihre Ansiedlung in Hanau regelte. Sie ist der Gründungsakt für die Neustadt Hanau. Der Graf stellte das Baugelände südlich der Hanauer Altstadt zur Verfügung. Die Neustadt wurde von vornherein mit einer eigenen, modernen barocken Befestigungsanlage errichtet, die sich an die Befestigung der Altstadt anlehnte und nach dort keine Verteidigungsanlagen aufwies. Dort, wo das Markttor der Altstadt sich nun zur Neustadt hin öffnete, entstand von Anfang an ein Platz, allerdings von nicht annähernd der Größe, die der Freiheitsplatz bis 2011 aufwies.

## Der Platz
Ein großer Platz entstand, als unter der Regierung des Erbprinzen Wilhelm (IX./I.) von Hessen-Kassel im Rahmen einer großzügigen Neugestaltung 1768–1779 die frühneuzeitliche Stadtbefestigung zwischen Alt- und Neustadt Hanau eingerissen und die trennenden Gräben verfüllt wurden. Der Platz erhielt eine zweifache Nutzung: Im Westen entstand die Esplanade – eine mit Linden bestandene Wandelfläche für die Bürgerschaft, im Osten der Paradeplatz – ein Exerzierplatz für das Militär. Am Ostrand des Platzes entstand das Kollegiengebäude für die Regierung der Grafschaft Hanau. Auf dem Platz standen noch verschiedene Gebäude, die nach dem Zweiten Weltkrieg abgerissen wurden.

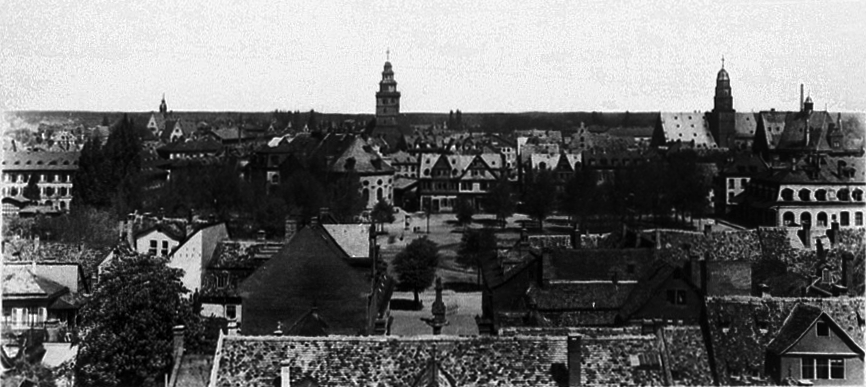
Historische Ansicht von Süden

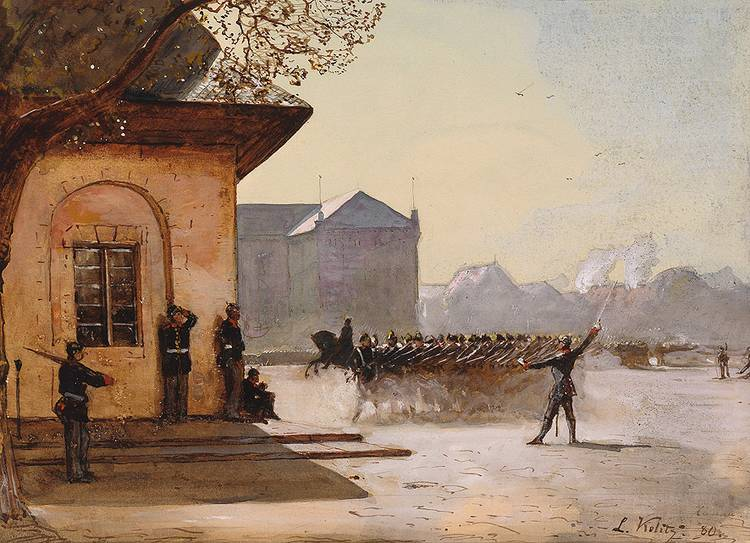
Freiheitsplatz, ehemals „Paradeplatz“, um 1880

## Bauwerke

### Verschwundene Bauwerke

#### Stadttheater
Das Hanauer Stadttheater wurde als barockes Hoftheater des Erbprinzen Wilhelm von Hessen-Kassel in zwei Bauabschnitten 1768 und 1777 von Franz Ludwig Cancrin errichtet und bis 1945 von einem eigenen, städtischen Ensemble bespielt. Obwohl das Untergeschoss und die aufgehenden Wände die Bombenangriffe des Zweiten Weltkriegs überstanden und das Gebäude nach dem Krieg noch provisorisch genutzt wurde, wurde es 1954 gesprengt.

#### Zeughaus
Das barocke Zeughaus, ein Wachgebäude, das ursprünglich in dem zur Grafschaft Hanau gehörenden Harreshausen stand und 1782 auf den Paradeplatz transloziert wurde, erlitt ebenfalls erhebliche Zerstörungen im Zweiten Weltkrieg und wurde anschließend abgetragen. Es stand gegenüber der Einmündung der Nordstraße auf dem Platz.

#### Geburtshaus der Brüder Grimm
Das Geburtshaus der Brüder Grimm befand sich in etwa dort, wo heute das Haus Am Freiheitsplatz 3 steht. Das Geburtshaus wurde im Zweiten Weltkrieg zerstört. Der Hanauer Geschichtsverein ließ 2007 zwei Tafeln an dem heutigen Gebäude anbringen, die über die Familie Grimm in Hanau informieren.

#### Alte Münze
Am Nordrand des Platzes stand bis zur Zerstörung im Zweiten Weltkrieg die Hanauer Münze, in der von 1658 bis 1681 die Münzen der Grafschaft Hanau-Münzenberg geprägt wurden.

#### Denkmal für Graf Philipp Ludwig II.

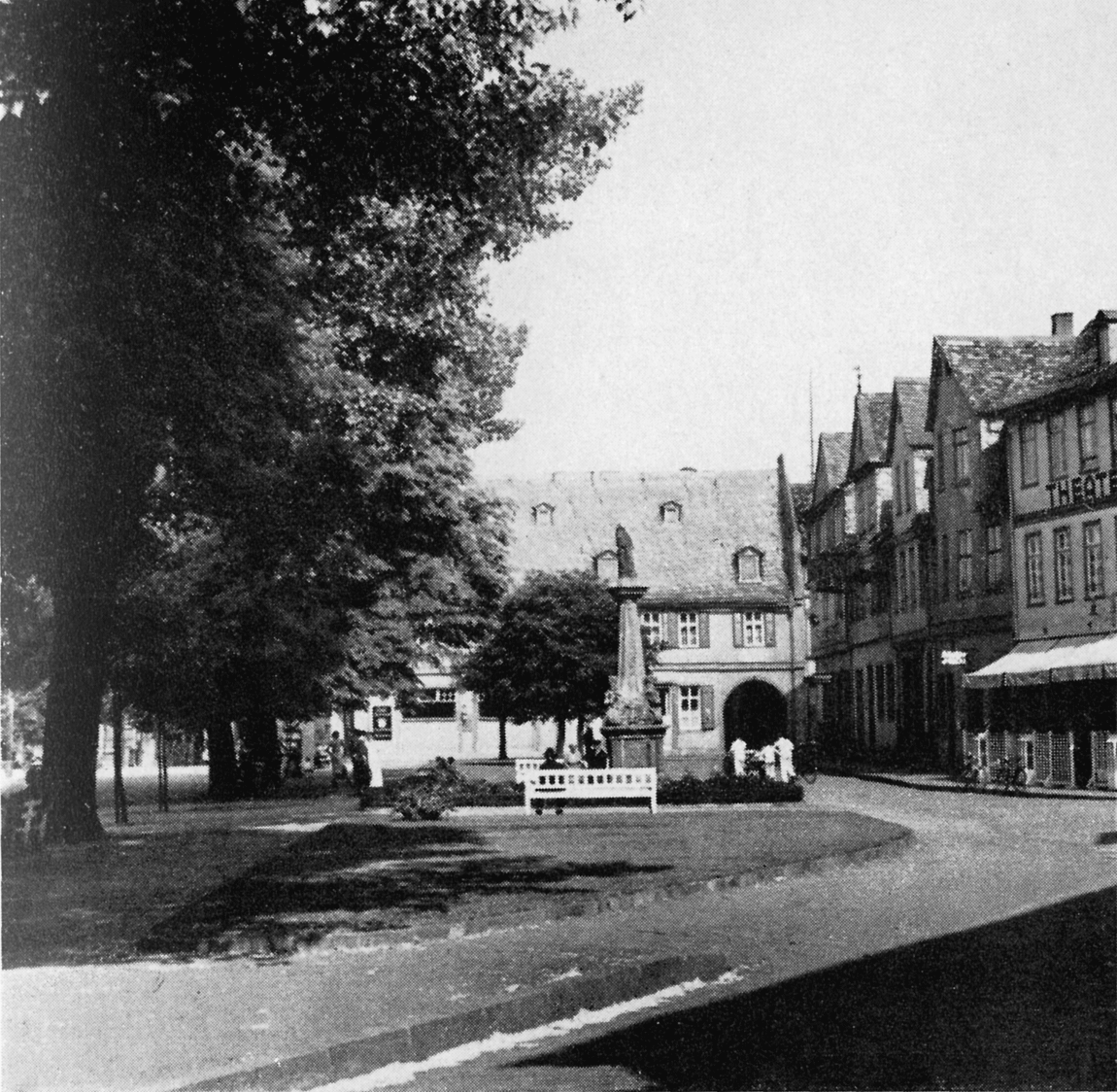
Graf-Philipp-Ludwig-Anlage mit Denkmal des Stadtgründers

In einer ehemaligen kleinen Grünanlage im südöstlichen Bereich des ehemaligen Freiheitsplatzes (heute: südlicher Bereich des Forums), der Graf-Philipp-Ludwig-Anlage, wurde anlässlich der 300-Jahr-Feier der Gründung der Neustadt Hanau 1897 ein Denkmal, eine Porträtbüste des Grafen Philipp Ludwig II., errichtet. Büste und Inschriftentafel wurden aus dem Trümmerschutt des Zweiten Weltkriegs geborgen und 1988 an der Wallonisch-Niederländischen Kirche aufgestellt.

#### Kaufhäuser
Am Westrand des Platzes befanden sich bis 2010 ein Großkaufhaus und ein Sportkaufhaus.
- Das Großkaufhaus eröffnete am 24. April 1929 als Kaufhaus Wronker mit einem dem Neuen Bauen verpflichteten Gebäude in einer Stahlskelettkonstruktion. Architekt war Fritz Nathan. Es war das erste Kaufhaus in Hanau. 1933 wurde das Unternehmen „arisiert“ und firmierte ab 1934 in Hansa AG um. Die Luftangriffe auf Hanau im Zweiten Weltkrieg überstand das Stahlskelett und diente dem Wiederaufbau 1948. 1952 wurde das Unternehmen in den Hertie-Konzern eingegliedert.[2] Im November 1993 verkaufte die gemeinnützige Hertie-Stiftung nach monatelangen Verhandlungen die „Hertie Waren- und Kaufhaus GmbH“ an die „Karstadt AG“.[3] 2009  oder 2010 wurde das Kaufhaus geschlossen. Das Gebäude stand seit dem leer und wurde 2012 für den Bau des Kulturforums abgerissen.[4]
- Das nördlich davon gelegene ehemalige Sportkaufhaus (danach Plattenladen, dann Schnäppchenladen mit Nagelstudio) war aus dem Umbau des ehemaligen Hanauer Arbeitsamtes entstanden.

#### Buswartehäuschen
In der Mitte des als Busbahnhof genutzten westlichen Teils des Platzes befand sich ein Wartehäuschen. Es wurde um 1959/60 durch das Stadtplanungsamt Hanau errichtet. Das Schwebedach des filigran wirkenden Gebäudes wurde von einer Reihe zierlicher Rundpfeiler getragen. Hier war ein Kiosk und eine Sitznische untergebracht. Das unter Denkmalschutz stehende Gebäude wurde bei der Umgestaltung des Freiheitsplatzes 2013 abgebrochen.

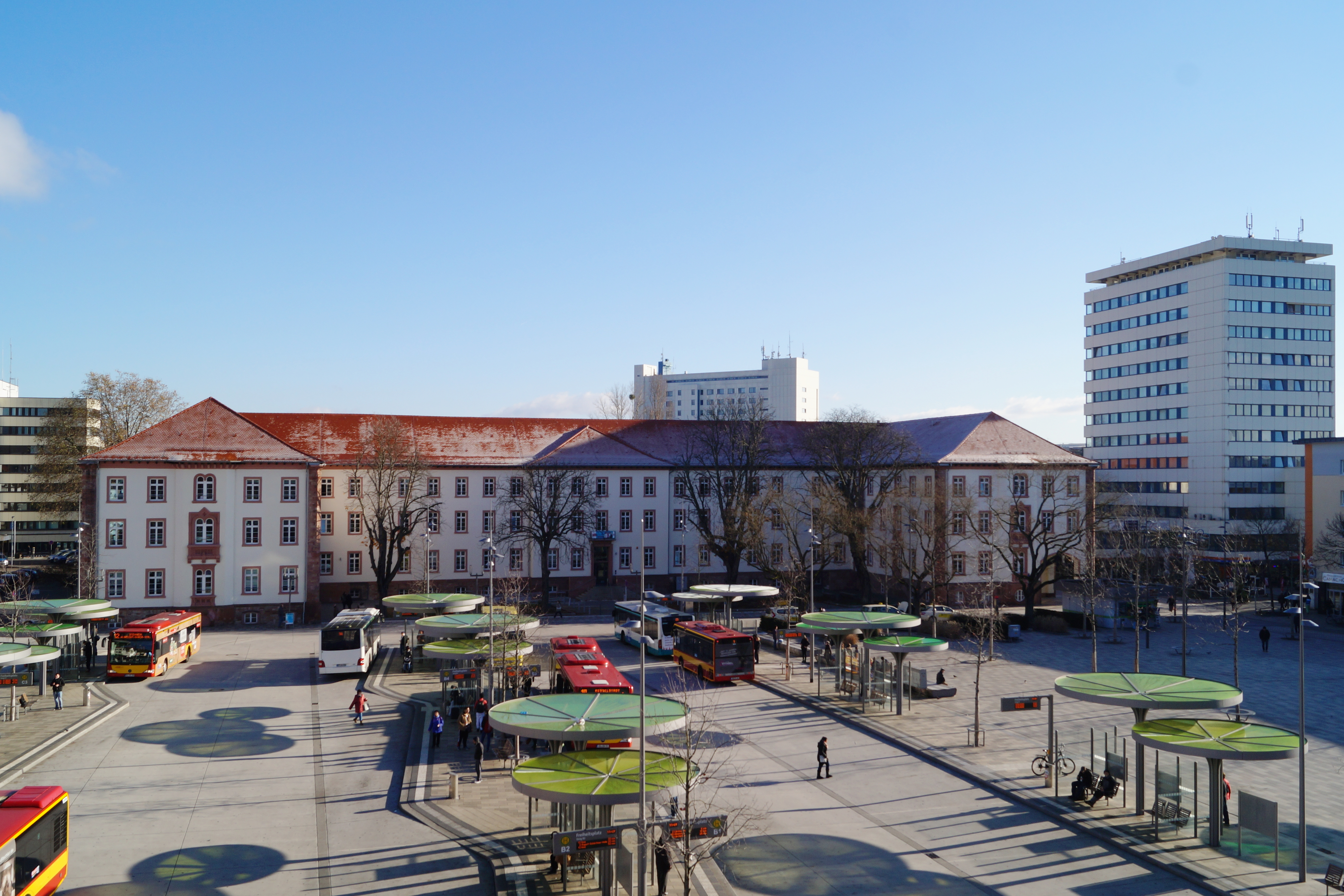
Ansicht des Behördenhauses, heute Finanzamt Hanau

### Heutige Bauwerke
Alle hier gelisteten Bauwerke sind Kulturdenkmäler nach dem Hessischen Denkmalschutzgesetz.

#### Behördenhaus
Im Kern stammt das Behördenhaus aus dem Jahr 1768, erfuhr aber zahlreiche Umbauten.

#### DGB-Haus
Das DGB-Haus, auch: „Gewerkschaftshaus“, ist ein Stahlbetonbau von 1958. Es zeigt eine zeittypische Rasterfassade. Sein Name in Verbindung mit seinen fünf Obergeschossen weist auf eine gewisse Anspruchslosigkeit im Hochbau – jedenfalls hinsichtlich der Höhe – in der Stadt Hanau in den 1950er Jahren hin. Es befindet sich auf dem Grundstück der ehemaligen Hohen Landesschule aus dem 17. Jahrhundert, deren Gebäude bereits 1912 durch einen Brand beschädigt wurde und die später an anderer Stelle einen Neubau erhielt. Die Reste des Gebäudes aus dem 17. Jahrhundert wurden bei Bombenangriffen im Zweiten Weltkrieg vernichtet.

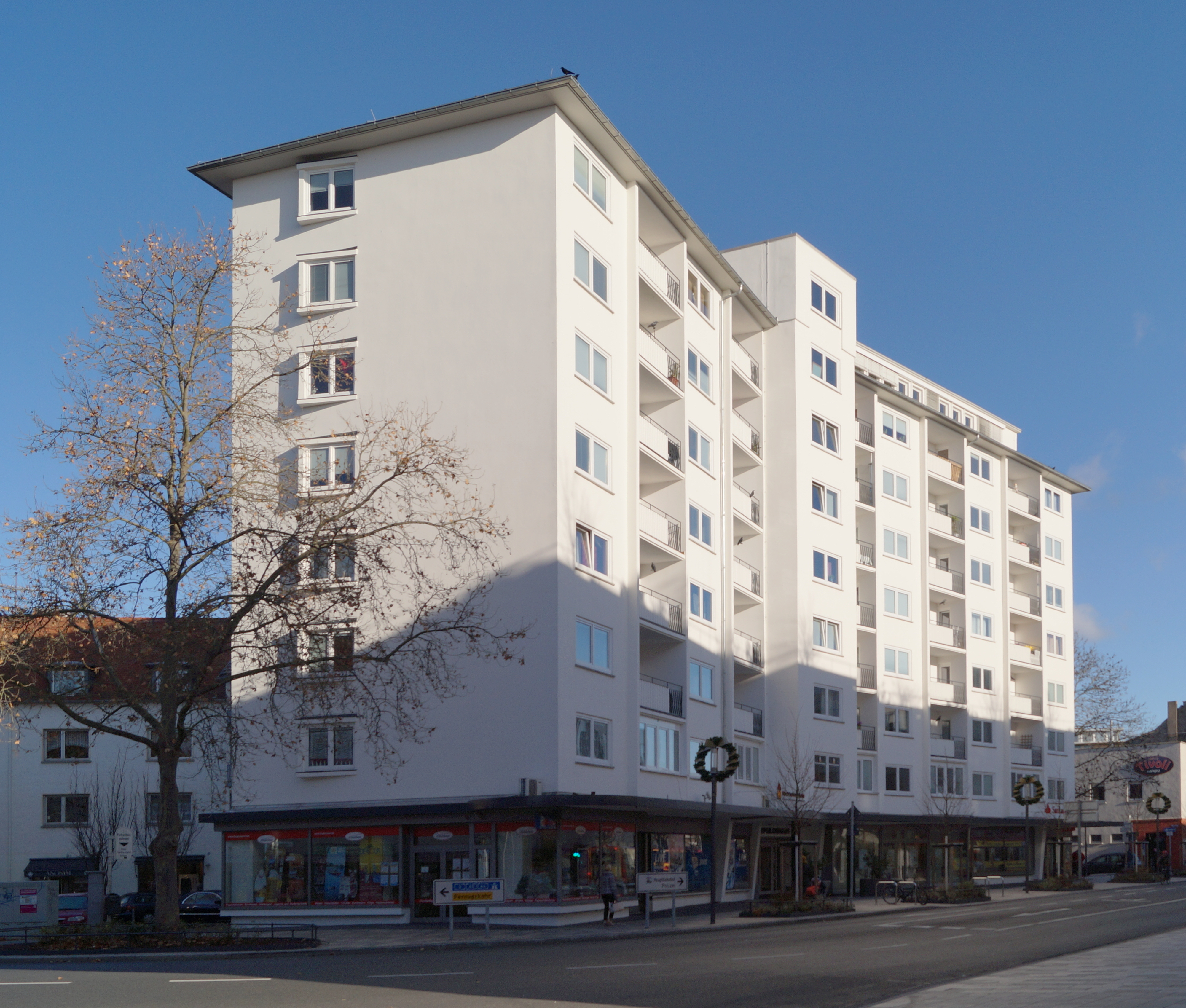
Ypsilon-Haus an der Nordwestecke des Platzes

#### Ypsilon-Haus
Das Ypsilon-Haus nimmt zum Teil den Standort des 1954 gesprengten Stadttheaters ein. Es handelt sich um ein Wohngebäude, einen achtgeschossigen Stahlbetonbau mit Geschäften im Erdgeschoss. Der Name rührt von seinem Grundriss her: Seine drei Flügel sind einem Ypsilon ähnlich angeordnet. Es handelt sich um einen typischen Bau der 1950er Jahre.

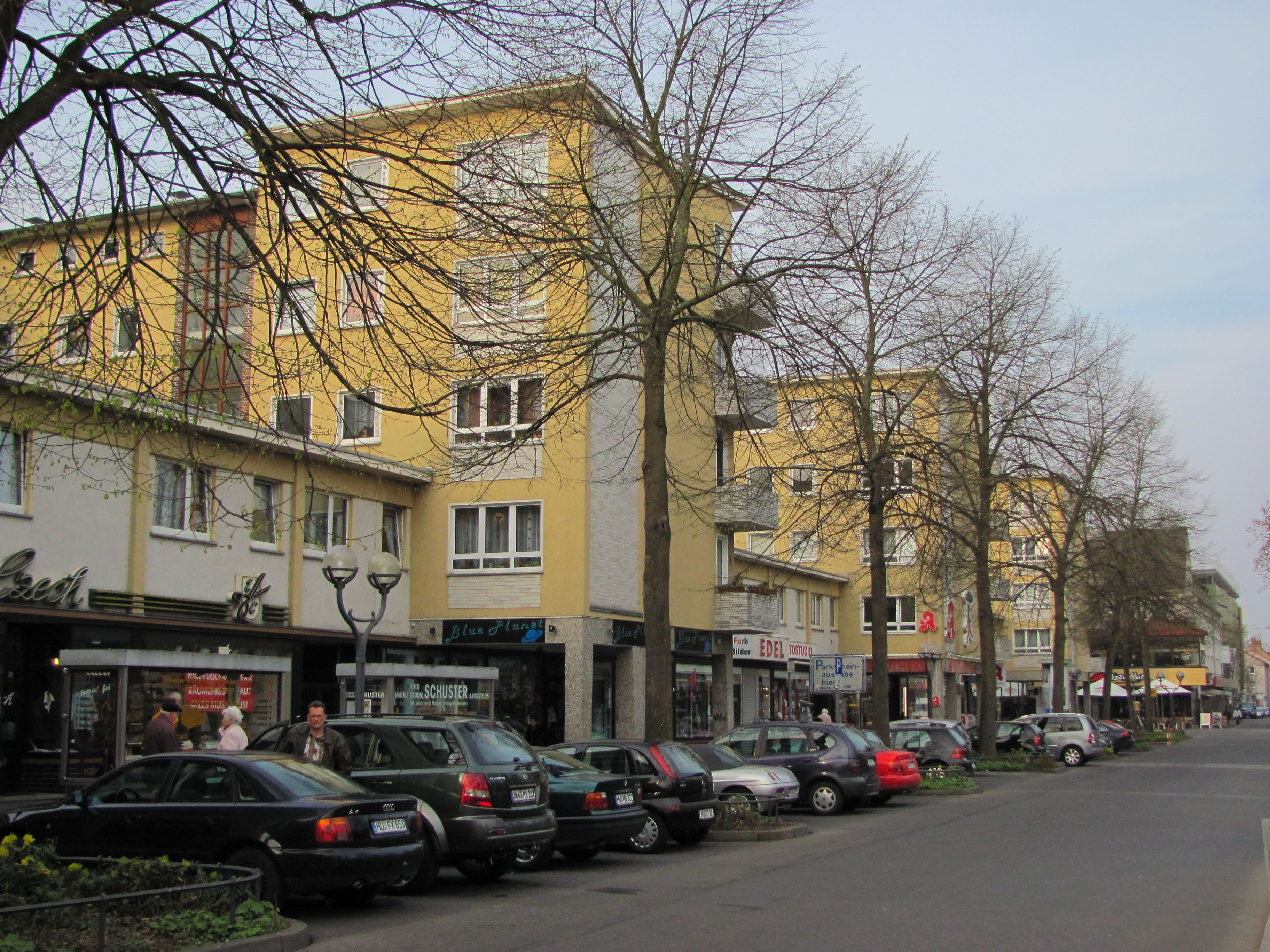
Kammhäuser der 50er Jahre. Zustand vor 2012

#### Am Freiheitsplatz 5 – 15
Die Wohnanlage Freiheitsplatz 5 – 15 nahm die westliche Hälfte der Südseite des Platzes ein und wird heute von den Bauten des neuen Forums verstellt. Die Wohnanlage wurde 1957 von der Nassauischen Heimstätte mit 57 Wohneinheiten errichtet. Vier fünfgeschossige Wohnhäuser waren mit ihrer Schmalseite zum Platz (heute: zum Forum) hin ausgerichtet und sind durch zweigeschossige Geschäftsbauten und Laubengänge verbunden. Es handelt sich auch hier um eine typische Architektur der 1950er Jahre.

## Städtebauliche Aspekte
Der Freiheitsplatz ist einer in einer Reihe von Plätzen, die sich fast axial durch Alt- und Neustadt Hanau aneinanderreihen. Von Norden nach Süden sind das: Schlossplatz, Altstädter Markt (Hanau), Freiheitsplatz, Neustädter Markt, Französische Allee und Hafenplatz.

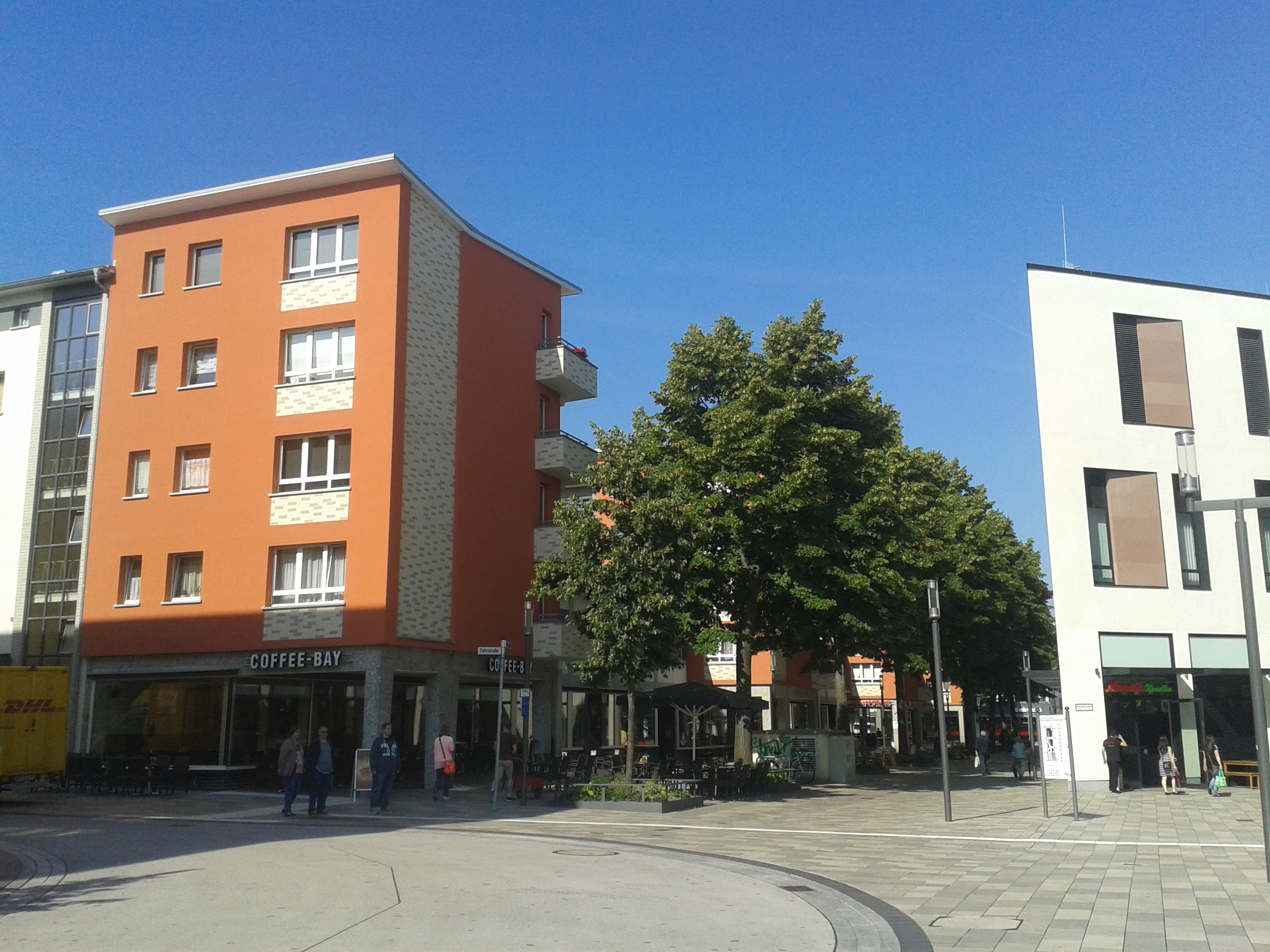
Die Kammhäuser der 50er Jahre heute

### Historische Aspekte

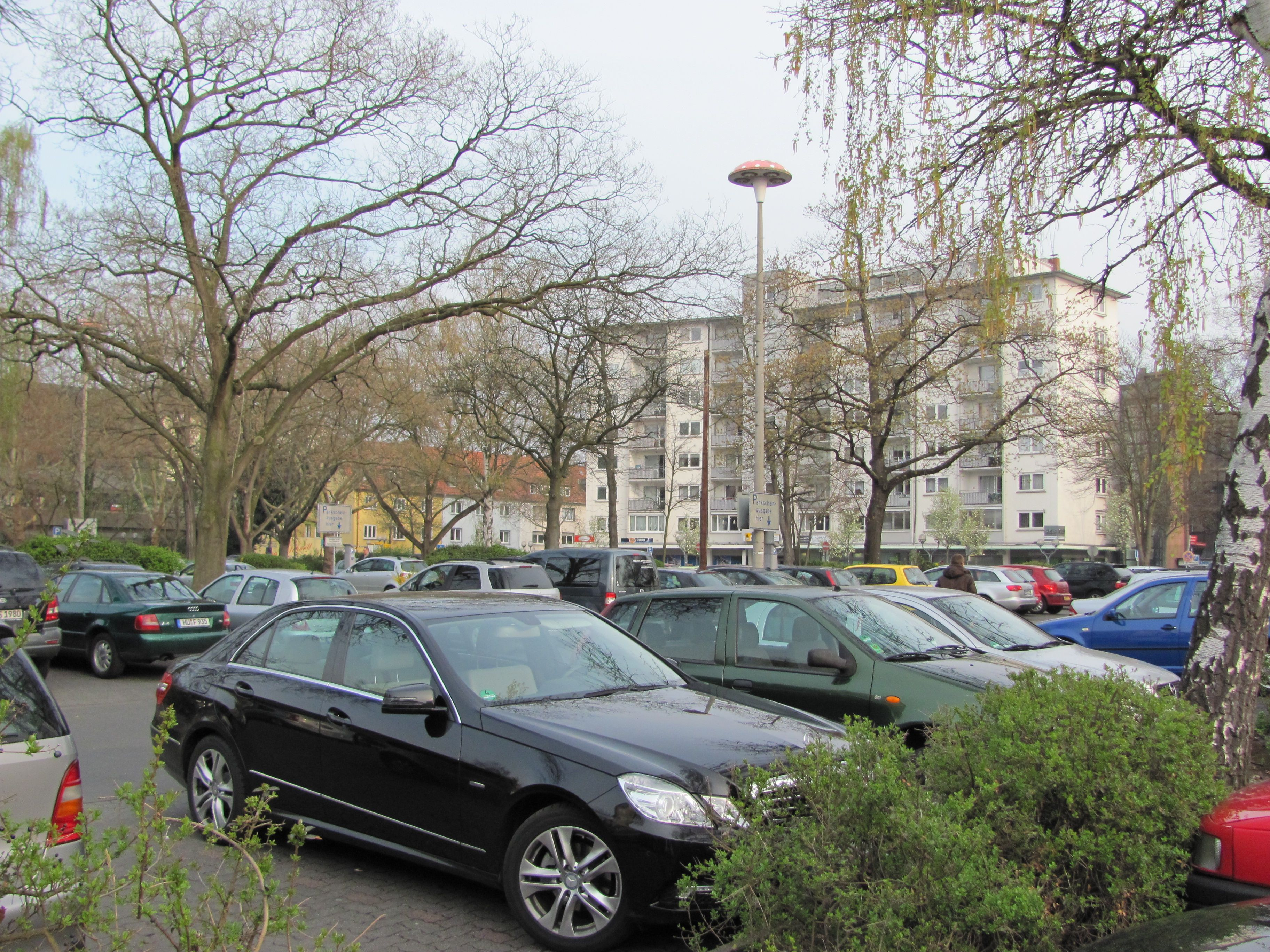
Nutzung der Westhälfte des Platzes bis 2012. Im Hintergrund das Ypsilon-Haus

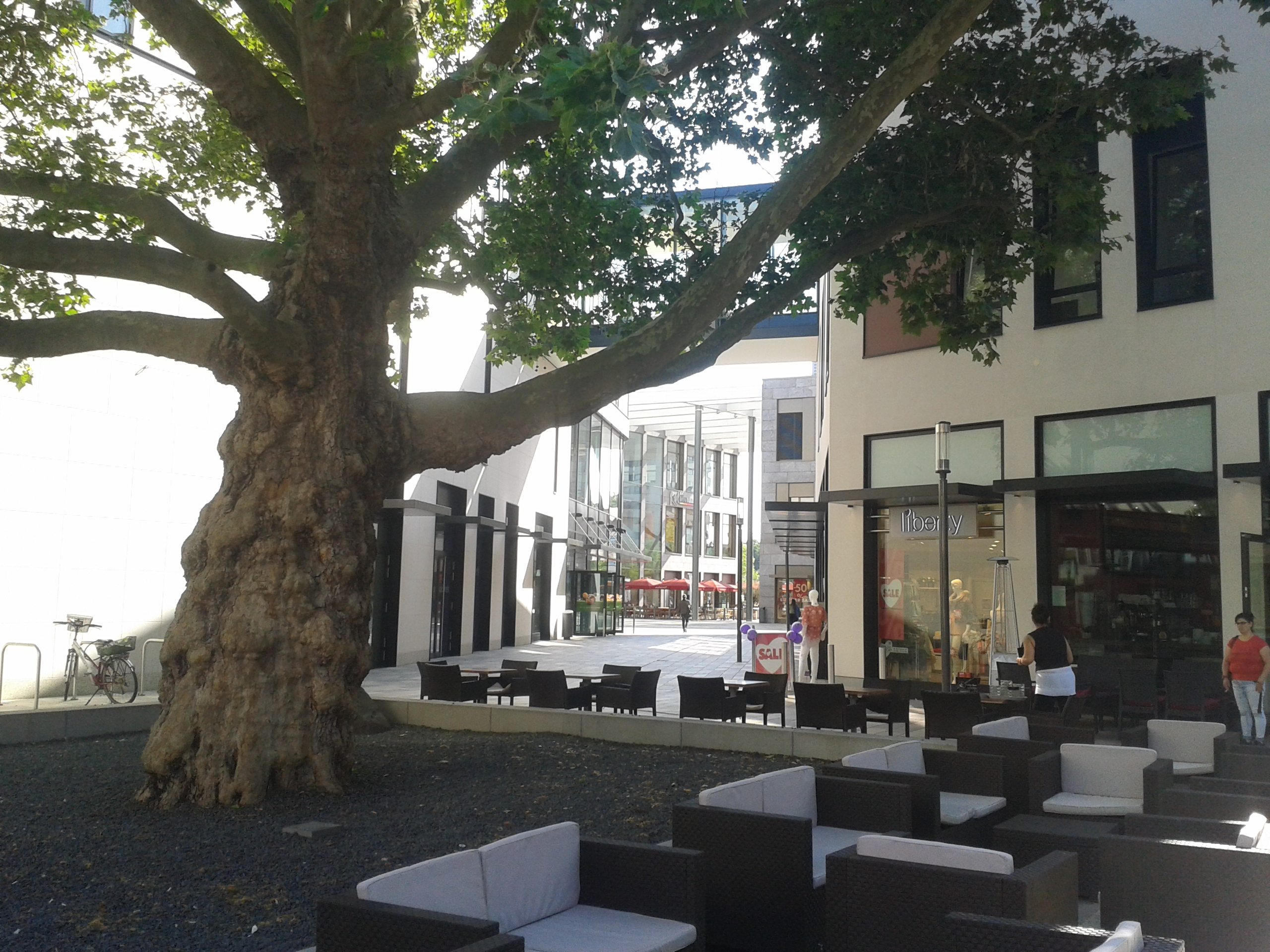
Das Forum Hanau zeichnet sich durch seine offene Bauweise aus

Der Freiheitsplatz ist denkmalrechtlich Bestandteil der Gesamtanlage Altstadt mit Freiheitsplatz. Er wurde nach der Wiederaufbauzeit im Anschluss an den Zweiten Weltkrieg zunehmend unterwertig genutzt: die eine Hälfte als Parkplatz, die andere als Busbahnhof. Diese als unbefriedigend empfundene Situation führte immer wieder zu Diskussionen über eine Teilbebauung und kontroversen Diskussionen zwischen Stadtverwaltung, Investoren und Bürgern. Eine Vielzahl der Bürger lehnte eine Bebauung auch aufgrund von 96 unter Schutz stehenden Bäumen ab.

### Teil-Neubebauung

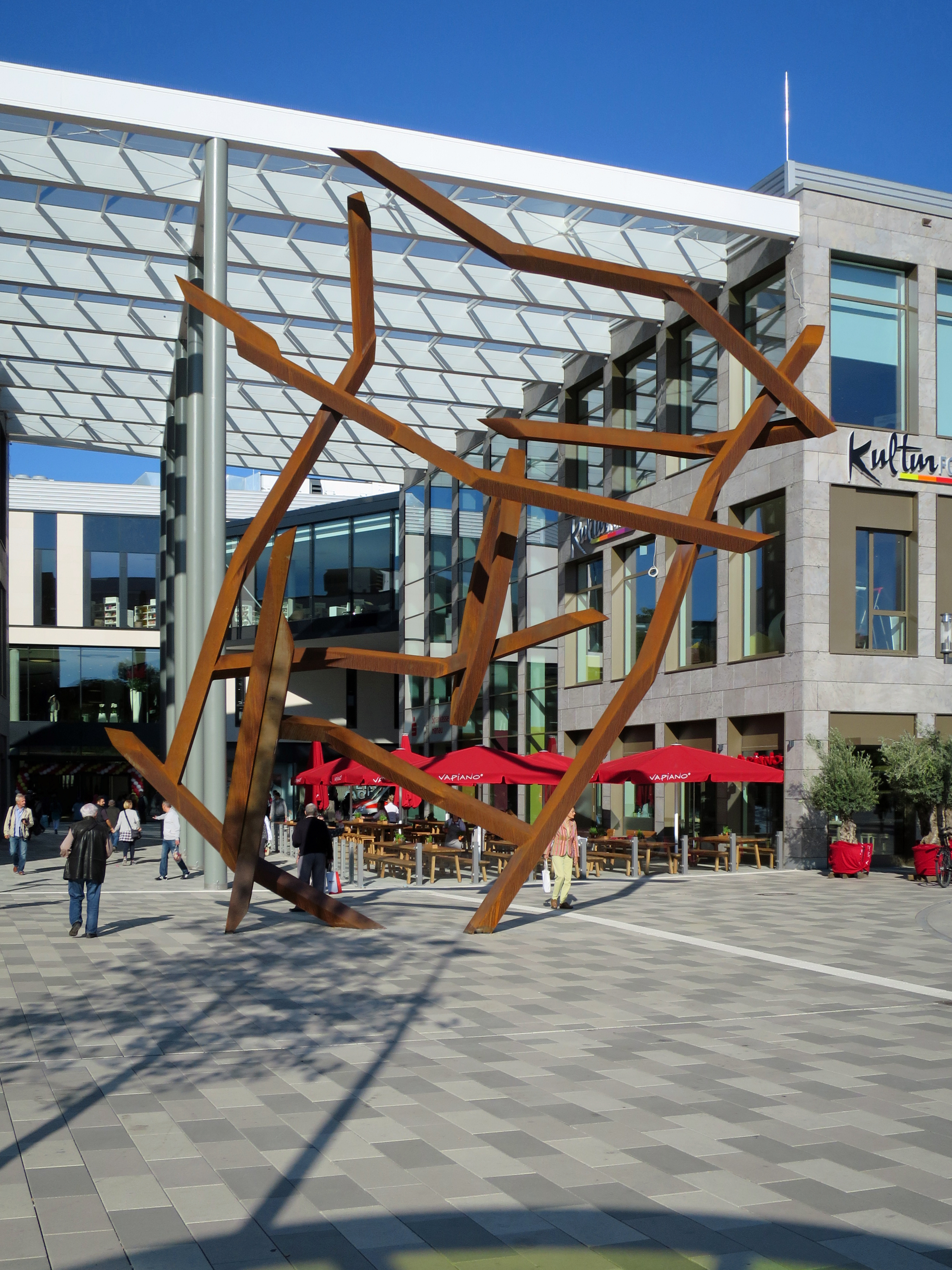
Moritz und das tanzende Bild von Robert Schad vor dem Kulturforum

Gleichwohl entschloss sich die Stadt Hanau zu einer Bebauung der westlichen Hälfte des Platzes und einer Neubebauung des anschließenden Straßengevierts mit einem „Forum“, einer Einkaufsarkade mit städtischen Kultureinrichtungen, darunter der Stadtbücherei, dem Stadtarchiv und Räumen für den Hanauer Geschichtsverein und die Wetterauische Gesellschaft. Das „Forum Hanau“ ging 2015 in Betrieb. Auf der östlich erhalten gebliebenen, unbebauten Fläche, die teils als Busbahnhof, teils als Freifläche gestaltet ist, wurde vor dem Forum ein abstraktes Groß-Denkmal für den in Hanau geborenen Maler Moritz Daniel Oppenheim mit dem Titel Moritz und das tanzende Bild errichtet.

## Varia
Bei Bauarbeiten wurden in der südwestlichen Ecke des Freiheitsplatzes 1983 Produktionsabfälle der Hanauer Fayence-Manufaktur gefunden.
Bis zum Zweiten Weltkrieg verlief die Linie 1 der Hanauer Straßenbahn (Hauptbahnhof – Beethovenplatz) entlang des Westrandes des damaligen Paradeplatzes und vereinigte sich hier mit der Linie 2 (Westbahnhof – Nordbahnhof), die durch die Nordstraße bzw. Rosenstraße kam.